# Седемте срещу Тива
„Седемте срещу Тива“ (старогръцки – Ἑπτά έπὶ Θήβας, Ηepta epi Thēbas; латински – Septem contra Thebas) е трагедия на древногръцкия драматург Есхил, написана през 467 г. пр. Хр. Тя е последната част от трилогията „Едиподея“, създадена на основата на Тивански митове.
Трилогията, заедно със сатирната драма „Сфинкс“, печели първа награда на Градските Дионисии в Атина. В сюжета на трилогията е заложена легендата за проклятието над рода на лабдакидите. Трета част разкрива последствията от това проклятие. Първите две части – „Лай“ и „Едип“ не са запазени. Трагедията разказва за битката между армията на Аргос, водена от Полиник, и армията на Тива, водена от Етеокъл и неговите поддръжници. В старогръцката митология тази битка е позната като Първата война за Тива и седемте срещу нея.

## Предистория
Оракулът в Делфи предсказва, че Едип ще убие баща си и ще се ожени за майка си. При търсенето на убиеца на Лай, Едип разбира, че самият той е убиец и син на жертвата. Също така разбира, че неговата съпруга Йокаста е собствената му майка. Шокиран от факта, че предсказанието на Оракула става реалност, той си избожда очите и се оттегля като цар на Тива. Проклина синовете си да делят наследството с кръв. Йокаста се самоубива. От брака на Едип и неговата майка се раждат четири деца – Етеокъл, Полиник, Антигона и Исмена. Двамата синове, Етеокъл и Полиник, превземат Обединеното кралство и в опит да избегнат кръвопролития, се договарят да владеят Тива последователно. Въпреки това, те не изглеждат заинтересовани от регентството, затова Едип ги смъмря за тяхната небрежност. Пръв царувал Етеокъл, а Полиник заминал за Аргос и се оженил за дъщерята на аргоския цар Адраст. След една година обаче Етеокъл нарушил споразумението и не допуснал брат си в града, което станало причина за похода на Полиник. В него участвали седем героя. Всеки един от нападателите застанал пред една от вратите на крепостта, като срещу всеки от тях се изправил по един защитник, също общо седем. Така започва трагедията на Есхил.

## Сюжет
В началото типично за трагедиите било хорът да заема главно положение. „Седемте срещу Тива“ е една от най-ранните запазени трагедии, която започва с речеви пролог, а не с хоров съпровод. В нея няма много действие, преобладават диалозите между гражданите на Тива и техния цар – Етеокъл, относно опасността от вражеската армия пред портите на града. Преките диалози дават представа за характера на Етеокъл. Налице са подробни описания на седемте капитани от армията на Полиник. Описани са изчерпателно и техните щитове. От своя страна Етеокъл съобщава кои свои капитани ще изпрати срещу армията от Аргос. Воинът пред седмата порта е собственият му брат – Полиник.
Той стои пред нея и пее:
Със тебе той желае да се срещне в бой
да те убий или пък жив да те остави.
И тебе да почете, тъй както него ти,
с презрение и теб изгнаник да направи.
Етеокъл научава за това. Спомня си за проклятието на баща им Едип. Той решава да се срещне и да се сражава с брат си за бащиното наследство, затова излиза пред седмата порта. Следван от хора, влиза пратеник, който съобщава, че нападателите са разгромени, но Етеокъл и Полиник са се убили взаимно в битката. Със смъртта на двамата братя се прекъсва Едиповата кръв и се успокоява злият дух. Вината на дедите е изкупена. Тиванците побеждават. Телата им са докарани на сцената и хорът ги жали.
По време на битката Капаней е убит като наказание за своето светотатство с мълния, хвърлена от Зевс. Съпругата му Еванде се хвърля в горящата клада, а Мегарей се самоубива, заради пророчеството на Тирезий, че самоубийството на тиванин (жител на Тива) ще спаси града.
След едно десетилетие синовете на победените нападнали отново крепостта на Тива и този път тя била превзета и разрушена.

Заради славата на трагедията на Софокъл – „Антигона“, краят на „Седемте срещу Тива“ бил пренаписан почти петдесет години след Есхиловата смърт. Есхил написал края с искрено съжаление за мъртвите братя, но днес този завършек служи за въведение в „Антигона“ – появява се пратеник, който съобщава, че има забрана Полиник да бъде погребан, сестра му Антигона обаче заявява намерението си, че ще престъпи тази заповед. 
Седмината нападатели и защитници в пиесата са:
| № | Нападател             | Защитник |
| - | --------------------- | -------- |
| 1 | Тидей                 | Меланип  |
| 2 | Амфиарай              | Ластен   |
| 3 | Капаней               | Полифонт |
| 4 | Етеокъл (син на Ифит) | Мегарей  |
| 5 | Хипомедонт            | Хипербий |
| 6 | Партенопей            | Актор    |
| 7 | Полиник               | Етеокъл  |

## Образът на Етеокъл
В поведението на Етеокъл действието на родовото проклятие е неразделно слято със съзнателния избор за пътя. Той е мрачна фигура, чувства се самотен между гражданите, отблъснат от боговете, чужд е на нежните чувства, презира жените и смъртно мрази брат си. Есхил го дарява и с положителни качества – гореща любов към отечеството, дарбата на вожд и организатор. Той се явява като ръководител в отбраната на града и положителната му роля като борец за родината е подчертана контрастно от плахото настроение на хора на тиванските девойки. Още в пролога на трагедията, Етеокъл, като узнава, че враговете се готвят за пристъп, се обръща към боговете с молба за спасяване поне на града. Проклятието става негов съюзник в хода на борбата. Обречеността му се превръща в решение да отиде лично в гибелен бой с Полиник. Решение, продиктувано и от чувството за войнишки дълг, и от съзнанието за проклятието, което тежи над рода на Лай, и от вярата на защитаваното дело. Етеокъл може свободно да избира начина си на действие, но по собствена воля, в името на поставената цел тръгва на смърт. Смъртта, казва той, не е позорна. Цялата отговорност той поема върху себе си, знае своята съдба и действа напълно съзнателно. По такъв начин съдбата и свободната воля действат едновременно, но независимо една от друга. Това е вече ярко изразена индивидуалност. Освен това неговият образ притежава голямата сила на патриотичния патос: умира, но спасява своето отечество.

## Митът за „ненадминатите седем“
Митът за „ненадминатите седем“, които са представлявали заплаха за града се базира на историята от Бронзовата епоха преди Троянската война, когато от споменатите кораби в „Илиада“ единствено остава Хипотеб („Нискоград“), който остава в руините на Тива. На археолозите им е било трудно да намерят седемте порти на Тива. През 1891 г. Улрих фон Виламовиц-Молендорф обявил, че седемте порти са съществували като аналог на седемте търсачи на убежища, които имат различни имена. Някои от тях имат и известни идентичности, например познатият като „психически Амфиарай“ е имал собствено светилище и култ. „Други се появяват като резервни герои, за да допълнят списъка“, според Буркет.
Буркет подчертава връзката с един акадски епически текст, който разказва историята на бога на чумата – Ера, също и на Сибити, които са били призовани да унищожат човечеството, но се оттеглили от Вавилон в последния момент. Градът е спасен, когато братята се пробождат взаимно. Буркет е представил релеф от девети век от Тел Халаф, който точно и ясно показва текста от Самуел II: „Сграбчихме се взаимно за косите и забих меча в него и така всички паднахме заедно.“
Митичната тема е станала част от Етруската култура. Намерено е бронзово огледало с надписи на Полиник и Етеокъл, които са тръгнали един към други с вдигнати мечове. Особено неприятен детайл от битката е моментът, в който Тидей дъвче мозъка на Меланип по време на обсадата. Тази сцена се появява на теракотен релеф в храма в Пирги – 470 – 460 г. пр. Хр.

## „Лай“, „Едип“ и „Сфинксовете“
От другите две пиеси, които са неразделна част от трилогията, са останали само отделни части. Единствената част, която със сигурност се отнася за „Едип“, е изречение преведено от Хърбърт Веир Смит: „Ние напредваме в пътуването до мястото, където трите пътища се пресичат, кръстовището на трите пътища е при Потина“. Двете уникални изречения, които определено са част от сатирата „Сфинксовете“, са преведени от Смит: „За чужденеца роклята и старата корона са най-силните окови, както казва Прометей“; „Сфинксът, пазачът, който продължава в нечестивите дни“.

## Въпросът за съдбата и личността на човека в трагедиите на Есхил
Есхил постоянно напомня на атиняните, че дори безсмъртните богове са безсилни пред Съдбата. Трилогията „Едиподея“, поставена в една от щастливите години на атинската държава, напомня на гордите с успехите си атиняни, че нищо не е вечно, че опасности дебнат отвсякъде, че не бива да се предизвиква Съдбата. Вината на героя в старогръцката трагедия винаги е резултат от несъобразяване със Съдбата. Престъпването на предначертаното, нарушаването на наследствения ред е хюбрис, светотатство.
„Седемте срещу Тива“ е много по-близо до същността на съвременната трагедия от „Перси“. Централна фигура е Етеокъл (не хорът). Има повече диалози, по-малко лирика. На преден план изпъкват религиозните и нравствени възгледи на Есхил. Над света царува необходимостта, на която са подвластни и боговете, и хората – нито един грях не може да остане без изкупление. Никой не може да избегне съдбата си.

## Преводи
1. Александър Ничев, ДИ „Народна култура“, София, 1967 г., 1982 г.

## Други произведения
Легендата е пресъздадена в игралния филм „Седмината от Тива“.